# Rafa Navarro
Rafael Jesús "Rafa" Navarro Mazuecos, meglio noto come Rafa Navarro (Valencina de la Concepción, 23 febbraio 1994), è un calciatore spagnolo, difensore dell'Ugento.